# Corleto Perticara
Corleto Perticara község (comune) Olaszország Basilicata régiójában, Potenza megyében.

## Fekvése
A megye központi részén fekszik az Agri folyó völgyében. Határai: Guardia Perticara, Armento, Gorgoglione, Laurenzana , Montemurro, Pietrapertosa és Viggiano.

## Története
A 13. században alapították.

## Népessége
A népesség számának alakulása: 

## Főbb látnivalói
- Santa Maria Assunta-templom (17. század)
- Sant’Antonio di Padova-templom (1958)